# ヒョルンガヴァーグの戦い

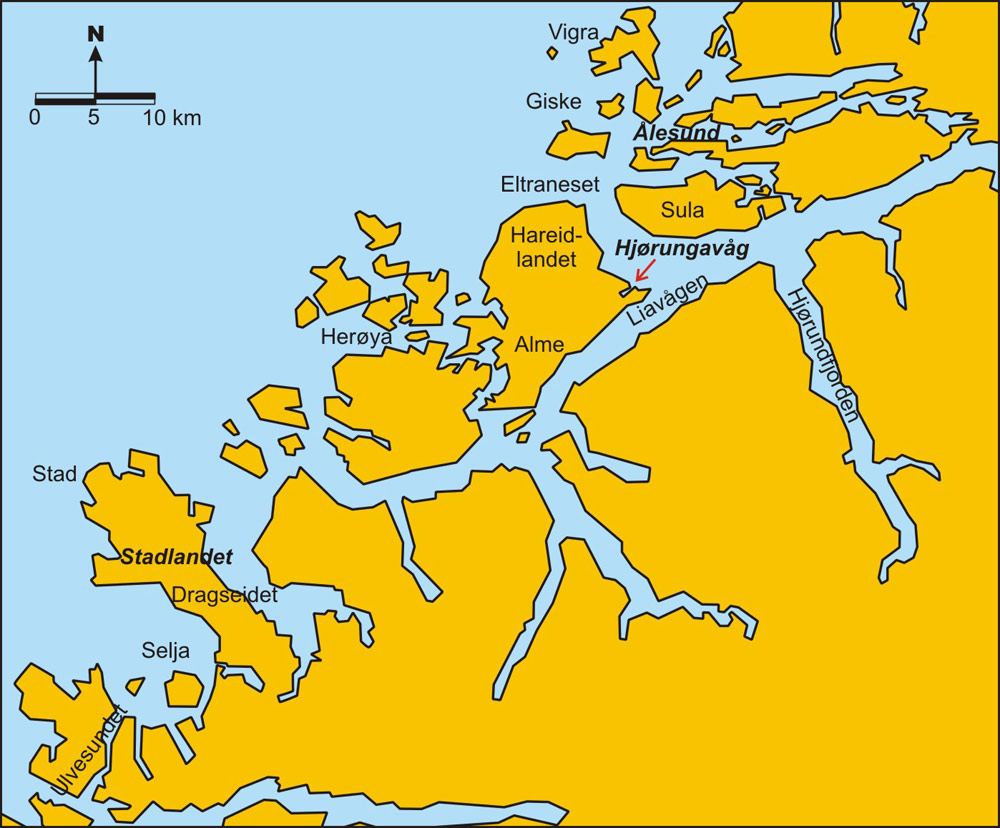
ムーレ・オ・ロムスダール県のHareidlandet

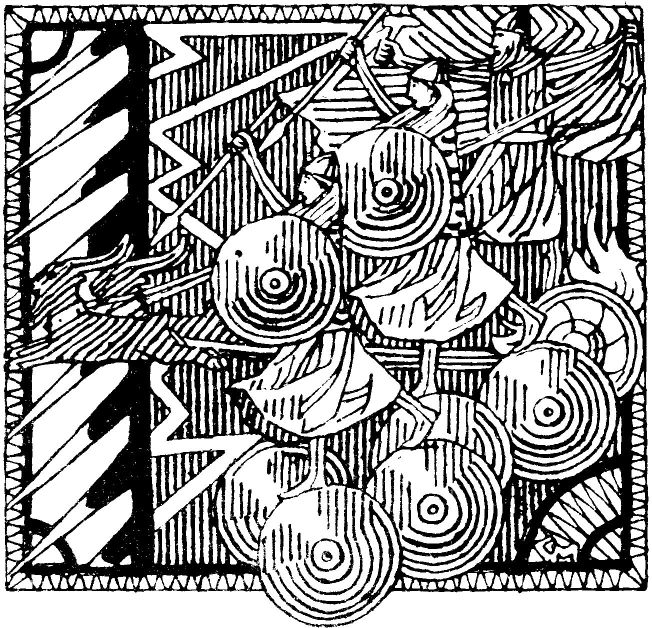
「ヒョルンガバーグの嵐」(イェールハルド・ムンテ作)

ヒョルンガヴァーグの戦い (Norwegian: Slaget ved Hjørungavåg)は、986年頃にラーデのヤールとヨムスヴァイキング率いるデンマーク軍との間に起きた半ば伝説上の海戦。
この戦いはハーコン・シグルザルソンのノルウェー統一を大きく進めた

## 歴史
この頃の北欧はデンマークが支配的な存在で、ノルウェー南部やオスロ・フィヨルドを直接支配する事も有った。
ハーコン・シグルザルソンはハーラル1世の家臣としてノルウェーを支配した。
ハーコンはノースの神を深く信仰していた。
974年、ハーラル1世は神聖ローマ帝国のオットー2世に敗北した。
975年頃にハーラル1世がハーコンにキリスト教への改宗を強制すると、敗戦によるデンマークの弱体化も受けて、ハーコンは反旗を翻した。
986年の戦争によってハーコンはノルウェーの唯一の支配者となり、デンマークの支配を拒絶した。

## 位置の議論
ヨムスヴァイキング・サーガでは、戦場のSunnmøre沿岸の位置について以下の2つの矛盾する記述が有る。
- ムーレ・オ・ロムスダール県のHareidlandetの陸側
- Primsigð島の南、Horund島の北(これらの地名は今は使われていない)[5][6][7][8]

## 文学
王のサーガ(ヘイムスクリングラを含む)やヨムスヴァイキング・サーガ、サクソ・グラマティクスのデンマーク人の事績に書かれている。
「デンマーク人の事績」ではハーラル1世存命中の出来事としている。
伝統的には986年の出来事とされている。
同時期のスカルド詩には、この戦いやÞórðr Kolbeinsson、Tindr Hallkelssonに関する詩が有る。
この戦いは後の時代にも詩やサーガの題材になっている。
Bjarni Kolbeinssonはヨムスヴァイキンガドゥラパの中で、敗北したヨムスヴァイキングを讃えている。
詩人のエイナル・ヘルガソンがまとめたヴェレクラでもこの戦いに触れている。
ファグルスキンナにも書かれている。